# Karl Friedrich Hagenmüller
Karl Friedrich Hagenmüller (* 9. Januar 1917 in Naila, Oberfranken; † 29. September 2009 in Leipzig) war ein deutscher Betriebswirtschaftler. Er gründete 1957 zusammen mit Reinhold Sellien die Bankakademie in Frankfurt am Main, aus der 2007 im Zusammenschluss mit der Hochschule für Bankwirtschaft die Frankfurt School of Finance & Management hervorging. Ab 1966 gehörte er dem Vorstand der Dresdner Bank als stellvertretendes, ab 1967 als ordentliches Mitglied an.

## Leben
Karl Friedrich Hagenmüller besuchte die Oberrealschule in Hof, an der er 1936 das Abitur ablegte. Anschließend war er zum Arbeitsdienst verpflichtet, bevor er 1938 in München ein Studium der Betriebswirtschaftslehre und des Maschinenbaus aufnehmen konnte. Dort wurde er 1938 Mitglied des Corps Franconia München. Mit Beginn des Zweiten Weltkrieges wurde er zur 1. Gebirgs-Division eingezogen. Er war in Frankreich, Jugoslawien, Russland, Ungarn und Griechenland eingesetzt, wurde mehrfach ausgezeichnet (Infanteriesturmabzeichen, Nahkampfspange, Eisernes Kreuz I) und bis zum Hauptmann befördert. Ab Mai 1945 war er in Österreich für wenige Monate in Gefangenschaft. Ab April 1946 konnte er das Studium der Betriebswirtschaft fortsetzen. 1947 erlangte er den Abschluss als Diplom-Kaufmann, im Folgejahr promovierte er mit der Arbeit Der Geschäftsbericht der Aktiengesellschaft zum Dr. rer. pol. und konnte 1950 mit der Arbeit Die Betriebserhaltung habilitieren.
Noch im gleichen Jahr begann er an der Universität München zu unterrichten, wechselte aber bereits im nächsten Jahr an die Universität Frankfurt am Main, an der er ab 1952 eine außerordentliche Professur wahrnehmen konnte und 1953 einen Lehrstuhl für Bankbetriebslehre erhielt. An der Universität leitete er das Institut für Genossenschaftswesen und Handwerkswirtschaft. 1957 gründete er zusammen mit Reinhold Sellien die Bankakademie in Frankfurt, die eine wissenschaftlich qualifizierte Weiterbildung für Bankmitarbeiter bieten sollte. Hagenmüller blieb lange Jahre wissenschaftlicher Leiter der Akademie.
1966 wechselte er in die Privatwirtschaft zur Dresdner Bank und wurde im Folgejahr ordentliches Mitglied des Vorstands, nachdem er zunächst als stellvertretendes Vorstandsmitglied gewirkt hatte. Darüber hinaus unterrichtete er aber auch weiterhin als Honorarprofessor Bankbetriebslehre an der Universität Frankfurt. 1964 erschien sein Werk Bankbetriebslehre in drei Bänden, das nach bisher 15 erschienenen Auflagen als Standardwerk bezeichnet werden kann. Er veröffentlichte im Laufe der Zeit zahlreiche weitere Lehrbücher, die auch zur Berufsausbildung herangezogen werden.

## Ehrungen
Hagenmüller richtete im Jahre 2000 unter seinem Namen eine Stiftung ein, mit der die Frankfurt School of Finance und ihre Studenten gefördert werden. Aus dieser Stiftung vergibt die Hochschule unter anderem seit 2006 jährlich einen mit seinem Namen verbundener Preis an die besten Absolventen eines Abschlussjahrganges. Zu seinen Ehren und zum Dank für seine Unterstützung benannte das Präsidium der Hochschule im März 2009 die Karl Friedrich Hagenmüller-Professur für Financial Risk Management nach ihm, die im ersten Jahr von Frau Ursula Walther wahrgenommen wird.
- 1979: Bayerischer Verdienstorden
- 1982: Ehrenplakette der IHK Frankfurt
- 1989: Bundesverdienstkreuz (1. Klasse)

## Werke
- mit Gerhard Diepen (ab 4. Auflage 1970), Reinhold Adrian, Thomas Heidorn: Der Bankbetrieb: Lehrbuch und Aufgaben, 15. Auflage, ab 4. Auflage als Herausgeber, 3 Bände, Gabler, Wiesbaden 1964–2000, ISBN 3-409-42158-0 (online bei books.google.de)
  - Band 1: Strukturelemente des Bankbetriebs, Einlagen und Einlagensurrogate, ISBN 3-409-42016-9
  - Band 2: Kredite und Kreditsurrogate, Dienstleistungsgeschäft, ISBN 3-409-42029-0
  - Band 3: Rechnungswesen, Bankpolitik, ISBN 3-409-42143-2
- mit Wolfram Eckstein, Arno Städtler: Leasing-Handbuch, neu: Leasing-Handbuch für die betriebliche Praxis, 6. Auflage, Knapp, Frankfurt am Main 1992, ISBN 3-7819-0501-2
- mit Heinrich Johannes Sommer (Hrsg.), Klaus Bette: Factoring-Handbuch, Factoring-Handbuch: national – international, neu: Handbuch des nationalen und internationalen Factoring, 3. Auflage, Knapp, Frankfurt am Main 1997, ISBN 3-7819-0588-8
- Berufschancen in der Bank, Verlag moderne Industrie, München 1974, 2. Auflage, Bank-Verlag, Köln 1975
- Bankorganisation, Gabler, Wiesbaden 1974
- mit Horst Müller: Bankbetriebslehre in programmierter Form, Gabler, Wiesbaden 1972, ISBN 3-409-42111-4
- Mitverfasser für Deutsches Institut für Betriebswirtschaft: Rationalisierung durch Arbeitsteilung mit Kreditinstituten: Inkassoverfahren, bargeldlose Lohn- und Gehaltszahlung, Datenaustausch zwischen Banken und Betrieben, Factoring, E. Schmidt, Berlin 1966
- Mitverfasser: Hat Leasing auch im Handel Zukunft? Ergebnisse einer Internationalen Studientagung vom 29. – 30. April 1965 im Gottlieb-Duttweiler-Institut für Wirtschaftl. und Soziale Studien, Rüschlikon-Zürich, Bern, Stuttgart 1966
- Herausgeber, mit dem Deutschen Institut für Interne Revision, Frankfurt am Main: Interne Revision und Organisationsprüfung bei Banken, Verlag moderne Industrie, München 1965
- mit Udo Güde: Der Handwerkskredit der Sparkassen in Hessen, Studie 64, Forschungsinstitut für Handwerkswirtschaft an der Universität Frankfurt, 1965
- mit Wilhelm Weber: Der Handwerkskredit der Kreditgenossenschaften in Hessen, Studie 65, Forschungsinstitut für Handwerkswirtschaft an der Universität Frankfurt, 1965
- Gewinnbringender Umgang mit Banken, Forkel, Stuttgart 1964
- Der langfristige Kredit für den gewerblichen Klein- und Mittelbetrieb, Nr. 23 bei Institut für Handwerkswirtschaft, München 1962
- Bankbetrieb und Bankpolitik, in: Die Wirtschaftswissenschaften, Reihe A, Betriebswirtschaftslehre, Band 30, Gabler, Wiesbaden 1959
- Die Betriebserhaltung, Habilitationsschrift Staatswirtschaftliche Fakultät, München 1949
- Der Geschäftsbericht der Aktiengesellschaft, Dissertation Staatswirtschaftliche Fakultät, München 1948
- als Herausgeber: Bankbetriebliche Schriftenreihe, 3 Bände, Hain, Meisenheim / Glan
  - Band 1: Stefan Kaminsky: Die Kosten- und Erfolgsrechnung der Kreditinstitute: Eine theoretische, systematische und verfahrenstechnische Untersuchung, 1955
  - Band 2: Otfrid Fischer: Bankbilanz-Analyse: Dargestellt am Beispiel der Aktienbanken, 1956
  - Band 3: Udo Güde: Die Bank- und Sparkassenkalkulation, ihre Darstellung und Kritik, 1967